# Baculentulus seychellensis
Baculentulus seychellensis är en urinsektsart som beskrevs av Sören Ludvig Paul Tuxen 1978. Baculentulus seychellensis ingår i släktet Baculentulus och familjen lönntrevfotingar. Inga underarter finns listade.